# Mellitidia simillima
Mellitidia simillima är en biart som först beskrevs av Smith 1863.  Mellitidia simillima ingår i släktet Mellitidia och familjen vägbin. Inga underarter finns listade i Catalogue of Life.